# Kvinnofälla
Kvinnofälla syftar på något som (utan avsikt) ger allvarliga följder för kvinnor och hotar deras frihet eller andra livsvillkor. Begreppet används ofta i samband med regelverk eller förslag som trots en könsneutral skrivning i praktiken anses cementera könsroller och samhälleliga strukturer till kvinnans nackdel. Ordet användes 1988 för första gången i tryckt svenska.
Många kritiker av vårdnadsbidraget beskriver det exempelvis som ett sätt att ekonomiskt uppmuntra hemmafrurollen, och styra kvinnor bort från karriär och yrkesliv, eftersom den överväldigande majoriteten av bidragstagarna är kvinnor som stannar hemma med barnen, inte män. Bidragets försvarare hävdar i sin tur att det inte finns något som hindrar män från att i lika grad utnyttja det, mot vilket motståndarna invänder att det är just en klassisk kvinnofälla: den redan rådande ojämställda familjetraditionen i samhället gör att fler kvinnor kommer att använda sig av bidraget, vilket i sin tur förstärker ojämställdheten, och leder in i en ond cirkel genom vilken kvinnor fjärmas från arbetsmarknaden.
Begreppet har även använts i mindre politiska kontexter; bland annat har Gudrun Schyman kritiserat tillgången på lådvin som en "kvinnofälla" i samband med en diskussion om sitt eget alkoholproblem.